# 2788 Andenne
2788 Andenne (1981 EL) là một tiểu hành tinh vành đai chính được phát hiện ngày 1 tháng 3 năm 1981 bởi Debehogne, H. ở La Silla.